# Polizei-Bataillon 306
Das Polizei-Bataillon 306 war eine militärische Einheit der Ordnungspolizei im Zweiten Weltkrieg und bestand aus Schutzpolizisten. Das Bataillon war aktiv am Holocaust beteiligt. Es ist verantwortlich für zahlreiche Massaker an Juden, Roma, sowjetischen Kriegsgefangenen, "Kommunisten" und Geisteskranken. Besonders ins Gewicht fällt die Ermordung von mehr als 26.200 Juden bei der Räumung des Ghettos in Pinsk Ende Oktober und Anfang November 1942.

## Geschichte
Mit Runderlass des Reichsführers SS und Chef der deutschen Polizei, Heinrich Himmler, vom 11. Oktober 1939 sollten zur Sicherstellung des Bedarfes an Polizeikräften in den von der Wehrmacht besetzten Gebieten 26.000 ungediente Wehrpflichtige und Angehörige älterer Geburtsjahrgänge als Polizeirekruten angeworben werden. Zu Ausbildungszwecken wurden insgesamt 38 Polizei-Ausbildungs-Bataillone geschaffen, in denen die Rekruten nach Jahrgängen getrennt aufgenommen wurden. Die Rekruten der späteren Polizei-Bataillone 301 bis 325 kamen aus den älteren Jahrgängen 1909 bis 1912. Sie wurden als sogenannte „Wachtmeisterbataillone“ bezeichnet. Die Führungspositionen in den Bataillonen wurden meist durch Berufspolizisten besetzt, die die Rekruten ausbildeten. Den Rekruten wurden die Befreiung vom Wehrdienst und rasche Aufstiegsmöglichkeiten versprochen. Alle diese Formationen wurden nicht an der Front, sondern im rückwärtigen Raum hinter der Front eingesetzt, um dort im Rahmen der NS-Rasse- und Raumpolitik unerwünschte Bevölkerungsgruppen zu vernichten.
Das Polizei-Bataillon 306 wurde am 3. Oktober 1940 aus dem Polizei-Ausbildungs-Bataillon „Frankfurt/Main“ in der Gutleut-Kaserne in Frankfurt am Main gebildet. Zu dieser Zeit wurde das Bataillon nach Lublin verlegt. Dort war es dem Polizei-Regiment Lublin unter dem Regimentskommandeur Oberst Walter Griphan als Stabsbataillon zugeordnet. Bereits in den ersten Monaten des Einsatzes des Bataillons im Gebiet von Lublin wurden Juden ermordet. Nach einem Befehl hatten die Polizisten Juden bei jeder sich bietenden Gelegenheit zu erschießen.
Im Laufe des Jahres 1941 wurde das Bataillon zur Deportation von Juden aus Lublin in das Konzentrationslager Auschwitz eingesetzt. Daneben hatte es die „Banditen- und Schleichhandelbekämpfung“ und die „Kontingenteintreibung“ vorzunehmen. Opfer waren polnische Bauern, die hingerichtet wurden. Zudem brannte das Bataillon zahlreiche Höfe bei diesen Aktionen nieder. Juden, die beim Handel mit den Bauern angetroffen worden waren, wurden ebenfalls getötet. Schließlich nahm das Bataillon auch an „Umsiedlungsaktionen“ teil, bei denen polnische Bauern von ihren Gütern vertrieben wurden, um Deutsche ansiedeln zu können. Neben einzelnen Taten traten zunehmend auch Gruppenerschießungen, denen außerhalb Lublins 10–12, dann weitere 15 und 8 Juden zum Opfer fielen.
Vom 21. bis 28. September 1941 wurde die 2. Kompanie und die Reiterabteilung des Bataillons eingesetzt, um 6.000 sowjetische Kriegsgefangene des Stammlagers 307 in Husinka zu erschießen. Im November 1941 folgten weitere 780 Kriegsgefangene aus dem Stammlager 325 in Zamosch.
Am 10. Februar 1942 startete das Bataillon eine "Vergeltungsaktion Sommer" an der polnischen Zivilbevölkerung des Gebietes um Lubartów, nachdem ein deutscher Polizist mit Namen Sommer getötet aufgefunden worden war. Dabei wurde unter Führung des Oberleutnants Johann Josef Kuhr eine große Zahl von Männern und Frauen, festgenommen, angeblich "verhört" und "an Ort und Stelle erschossen". Die Zahl der Opfer schwankt von "Dutzende" über weit über 30 bis hin zu allein in nur einem der Fälle "etwa 100 Personen ... die aus dem Dorf in den Wald getrieben wurden", um erschossen zu werden.
Am 19. Februar 1942 wurde das Bataillon an die Front bei Leningrad verlegt und unter der Kampfgruppe Jeckeln eingesetzt. Dabei war das Bataillon am Kampf gegen angebliche Partisanen eingesetzt. 33.000 Menschen fielen dem Einsatz der Polizei-Regimenter 2, 10, 11, 13, 14 und 15, zu dem auch das Polizei-Bataillon 306 gehörte, zum Opfer.
Im Juli 1942 wurde das Polizei-Bataillon 306 umbenannt in II. Bataillon des Polizei-Regimentes 15.
Auch nach seiner Umbenennung zog das Bataillon eine Blutspur. Am 29. Oktober 1942 begann die Räumung des Ghettos Pinsk durch das II. Bataillon des Polizeiregimentes 15, die Polizei-Reiter-Abteilung 2 und einer Kompanie des Polizei-Regimentes 11. Allein an diesem Tag wurden 10.000 Juden ermordet. Am 30. und 31. Oktober sowie am 1. November 1942 wurden insgesamt 15.000 Juden zusammengetrieben, um sie außerhalb der Stadt Pinsk zu erschießen. Weitere 1.200 Juden, insbesondere Kranke und Kinder, wurden bereits im Ghetto umgebracht. Im Dezember 1942 kam das Bataillon im großen Donbogen zum Fronteinsatz und wurde um die Jahreswende fast vollständig aufgerieben.

## Kommandeure
- 06. Oktober 1940 bis 19. Februar 1942: Major Ernst Dreier
- 20. Februar 1942 bis 3. Dezember 1942: Hauptmann Paul Landwehr

## Ermittlungen wegen Mordes
Seit 1961 ermittelten die Landgerichte Augsburg, Frankfurt am Main und Nürnberg-Fürth wegen Mordes und Mordbeihilfe gegen Angehörige des Bataillons. In einer Reihe der Fälle wurden die Ermittlungen aus unterschiedlichen Gründen eingestellt. Es verblieben unter Tatverdacht für eine Anklage und ein Hauptverfahren die vormaligen Kompanieführer und Schutzpolizeioffiziere Rudolf Karl Eckert, Johann Josef Kuhr, Heinrich Plantius und Helmut Saur sowie die Schutzpolizeibeamten und Kompanieangehörigen Heinrich Groß, Adolf Petsch und Heinz-Dieter Teltz sowie der Gerichtsoffizier des Bataillons Günter Waltz, der Kommandeur der Polizeireiterabteilung Wilhelm Hofmann und der ehemalige stellvertretende Gebietsleiter von Pinsk Alfred Ebner.
Mindestens Eckert, Kuhr und Teltz waren inzwischen wieder im Polizeidienst, alle als Hauptkommissare, Eckert in Hamburg Leiter des politischen Dezernats der Kripo, Kuhr in Frankfurt am Main und Teltz in Düsseldorf. Plantius war in Frankfurt im öffentlichen Dienst der Stadt und Ebner hatte sich als Handelsvertreter selbständig gemacht.
1965 verurteilte das Landgericht Augsburg Waltz wegen sieben Morden, die als Exzesstaten gewertet wurden, zu dreizehn Jahren Zuchthaus. Waltz war der einzige, der wegen Mordes verurteilt wurde. Er wurde verurteilt, weil ihm mehrere Erschießungsaktionen im Raum Biała Podlaska nachgewiesen werden konnten.
Petsch, Plantius, Groß, Teltz, Eckert und Kuhr wurden vom Landgericht Frankfurt am Main 1973 wegen Beihilfe ("gemeinschaftliche Beihilfe zum gemeinschaftlichen Mord") verurteilt, was ein wesentlich geringeres Strafmaß nach sich zog: Petsch in mindestens 13.000 Fällen zu 15 Jahren Haft, Plantius in 16.200 Fällen zu 4 Jahren, Groß in einem Fall zu vier Jahren, Teltz in 8.000 Fällen zu 3½ Jahren und Kuhr zu 2½ Jahren. In seinem Urteil hob das Gericht hervor, „Vor allem sollten Juden und Zigeuner aufgespürt und vernichtet werden.“
Groß verstarb 1969, so dass das Verfahren eingestellt wurde. Das Verfahren gegen Ebner war 1971 wegen Verhandlungsunfähigkeit aufgrund einer Krankheit eingestellt worden. Ebner hatte eine Demenz vorgetäuscht, und das Gericht war aufgrund eines medizinischen Befunds der Überzeugung gewesen, dass das von ihm „produzierte Erscheinungsbild ... jetzt zu einem Krankheitsbild geworden“ sei. Ebenfalls wegen Verhandlungsunfähigkeit war das Verfahren gegen Hofmann eingestellt worden.
Der Polizeioffizier Klaus Hornig hatte 1941 die Erschießung sowjetischer Kriegsgefangener abgelehnt und sagte in Nachkriegsprozessen zum angeblichen „Befehlsnotstand“ aus.